# يو إف سي ليلة القتال: هيرمانسون ضد ويدمان
يو إف سي ليلة القتال: هيرمانسون ضد ويدمان (بالإنجليزية: UFC Fight Night: Hermansson vs. Weidman)‏ كان حدثًا مخططًا للفنون القتالية المختلطة نظمته يو إف سي وكان من المقرر في الأصل أن يقام في 2 مايو 2020 على باي كوم سنتر في أوكلاهوما سيتي، أوكلاهوما، الولايات المتحدة. بسبب جائحة فيروس كورونا في أوكلاهوما، أعلن رئيس يو إف سي دانا وايت في 9 أبريل أنه بدءًا من حدث يو إف سي 249، تم تأجيل جميع الأحداث المستقبلية إلى أجل غير مسمى. تم إلغاء الحدث رسميًا في 20 أبريل.